# Harmothoe gruzovi
Harmothoe gruzovi är en ringmaskart som beskrevs av Averincev 1972. Harmothoe gruzovi ingår i släktet Harmothoe och familjen Polynoidae. Inga underarter finns listade i Catalogue of Life.